# Toyota Corolla E90
La Corolla de sixième génération (série E90) a été présentée en 1987. C'est une traction, vendue de 1988 à 1994 dont la gamme comprend une nouvelle variante de carrosserie : la Corolla All-Track berline, vendue en très petites quantités. Les modèles nord-américains comportent de plus longs pare-chocs et de petits voyants de signalisation rouges sur les panneaux quarts. Des modifications mineures ont été apportées pendant l'année 1991. En 1988, la Corolla a fête son 10e anniversaire aux États-Unis et une étape importante est franchie : la vente du 10 millionième exemplaire (toutes catégories confondues). La production américaine de la berline a lieu à NUMMI (en) et à Cambridge, en Ontario. Les modèles de SR-5 et de GT-S (corps AE92) sont maintenant venus dans la plate-forme de FWD. Les deux modèles comportaient toujours une conception plus sportive avec renversement vers le haut des phares. 
La Corolla E90 a aussi été vendue en Amérique du Nord de 1989 à 1992 sous le nom de Geo Prizm et en Australie de 1989 à 1994 sous le nom de Holden Nova, à la suite d'accords avec General Motors. Elle fut aussi vendue par Toyota en Afrique du Sud de 1996 à 2006, sous le nom Tazz.
Une version break AWD, appelée Sprinter Carib sur certains marchés, prenait l'appellation Corolla Escape en France.
La voiture fut jugée voiture la plus indestructible par l'émission Top Gear USA, subissant une batterie de test commençant par le tir de 6 cartouches de calibre 12 puis d'une explosion dans l'habitacle ce qui répara le moteur de phare avant gauche. Puis suivit un lâcher par un camion grue de quatre mètres de haut sur le flanc droit ce qui causa une fuite d'huile, cela ne l'empêcha pas de remporter le supplice final : une course sur un terrain de moto cross et fit 16 tours sans huile.